# ユリア・キュッカネン
ユリア・キュッカネン(Julia Kykkänen, 1994年4月17日 - )は、フィンランドのスキージャンプ選手である。チェコのリベレツで行われたノルディックスキー世界選手権で最初に飛んだ女子選手である。

## 主な成績

### 冬季オリンピック
- 2014年ソチオリンピック（ ロシア）
  - 女子個人ノーマルヒルHS106 - 17位

### ノルディックスキー世界選手権
- 2009年リベレツ大会（ チェコ）
  - 個人HS100 - 26位
- 2011年オスロ大会（ ノルウェー）
  - 個人HS106 - 17位
- 2013年ヴァル・ディ・フィエンメ大会（ イタリア）
  - 個人HS106 - 10位

### FISワールドカップ
- FISスキージャンプ・ワールドカップ 3位2回 2014年3月15日現在
- 初出場 2011年12月3日 ノルウェー・リレハンメル大会

| 個人総合成績 | 個人総合成績 | 個人総合成績 | 個人総合成績 | 個人総合成績 | 個人総合成績 |
| シーズン     | 総合         | 優勝         | 準優勝       | 3位          |              |
| ------------ | ------------ | ------------ | ------------ | ------------ | ------------ |
| 2011/12      | 29位         | 0回          | 0回          | 0回          |              |
| 2012/13      | 37位         | 0回          | 0回          | 0回          |              |
| 2013/14      | 9位          | 0回          | 0回          | 2回          |              |
| 2014/15      | 24位         | 0回          | 0回          | 0回          |              |
| 2015/16      | 21位         | 0回          | 0回          | 0回          |              |
| 2016/17      | 20位         | 0回          | 0回          | 0回          |              |
| 合計         | ---          | 0回          | 0回          | 2回          |              |

| ワールドカップ個人表彰台 | ワールドカップ個人表彰台 | ワールドカップ個人表彰台 | ワールドカップ個人表彰台 | ワールドカップ個人表彰台 |
| シーズン                 | 開催日                   | 開催地                   | ヒルサイズ               | 成績                     |
| ------------------------ | ------------------------ | ------------------------ | ------------------------ | ------------------------ |
| 2013/14                  | 2月2日                   | ヒンツェンバッハ         | 94                       | 3位                      |
| 2013/14                  | 3月15日                  | ファルン                 | 100                      | 3位                      |

### その他の国際大会
- FISスキージャンプ・コンチネンタルカップ
  - 2007/08シーズン - 個人総合42位
  - 2008/09シーズン - 個人総合41位
  - 2009/10シーズン - 個人総合30位
  - 2010/11シーズン - 個人総合29位
  - 2011/12シーズン - 個人総合17位
  - 2012/13シーズン - 個人総合2位

- ノルディックスキージュニア世界選手権
  - 2008年 ポーランド・ザコパネ大会 - 個人HS94 32位
  - 2009年 スロバキア・シトゥルブルケー・プレソ大会 - 個人HS100 22位
  - 2010年 ドイツ・ヒンターツァルテン大会 - 個人HS106 23位
  - 2011年 エストニア・オテパー大会 - 個人HS100 17位
  - 2012年 トルコ・エルズルム大会 - 個人HS109 8位

## 選手としての特徴
スターティング・ゲートから離れる際、スタート直後から姿勢を落としていく一般的なスタイルに対し、キュッカネンは一度立ち上がってから姿勢を落とす特徴的なスタート姿勢を取っている。
これには現在主流となっているスタート方法に対して位置エネルギーを多く得ることが出来ることから、姿勢を下げるタイミングを上手く取れればより有利なスタート方法であるという意見がある。